# Gustaaf Joekes
Gustaaf Joekes (Den Haag, 14 mei 1921 - Dijon, 17 februari 1942) was betrokken bij het verzet tijdens de Tweede Wereldoorlog. Hij was een neef van minister Joekes.
Toen de oorlog uitbrak, studeerde Joekes in Delft. Hij raakte betrokken bij het verzet van de Delftse studenten. In 1942 besloot hij met Jacob van Assenbergh, Leendert van Leeuwen en Wil Olland naar Engeland te gaan. De reis ging via Brussel en Nancy naar Belfort. Op 3 januari 1942 werden zij bij Lure, vlak voor de Zwitserse grens, door de Duitse bezetter gearresteerd. Ze werden eerst in de gevangenis in Besançon ondergebracht en daarna in Dijon. Daar werden zij ter dood veroordeeld en op 17 februari geëxecuteerd.